# Camparini Gioielli Cup 2009
La Camparini Gioielli Cup 2009 è stato un torneo professionistico di tennis maschile giocato sulla terra rossa, che faceva parte dell'ATP Challenger Tour 2009. Si è giocato a Reggio Emilia in Italia dal 22 giugno al 28 giugno 2009.

## Partecipanti

### Teste di serie
| Nazionalità | Giocatore         | Ranking* | Testa di serie |
| ----------- | ----------------- | -------- | -------------- |
| Cile        | Nicolás Massú     | 103      | 1              |
| Brasile     | Marcos Daniel     | 105      | 2              |
| Italia      | Flavio Cipolla    | 107      | 3              |
| Francia     | Mathieu Montcourt | 108      | 4              |
| Francia     | Josselin Ouanna   | 121      | 5              |
| Spagna      | Pere Riba         | 142      | 6              |
| Italia      | Tomas Tenconi     | 150      | 7              |
| Germania    | Denis Gremelmayr  | 151      | 8              |

- Ranking al 15 giugno 2009.

### Altri partecipanti
Giocatori che hanno ricevuto una wild card:
- Daniele Bracciali
- Matteo Trevisan
- Simone Vagnozzi
- Mariano Zabaleta

Giocatori passati dalle qualificazioni:
- Alberto Brizzi
- Thomas Fabbiano
- Guillermo Hormazabál
- Gianluca Naso
- Pavol Červenák (Special Exempt)
- Nicolás Todero (Special Exempt)

## Campioni

### Singolare
Paolo Lorenzi ha battuto in finale  Jean-René Lisnard con il punteggio di 7–5, 1–6, 6–2

### Doppio
Miguel Ángel López Jaén /  Pere Riba hanno battuto in finale  Gianluca Naso /  Walter Trusendi, 6–4, 6–4